# 罗家大院
罗家大院原名冠佳厅，习称“官厅上"，位于中国江西省抚州市宜黄县棠阴古镇的通棠街与福长街交接处的西侧 。是棠阴古镇现保存较完好的古民宅之一。

## 建筑
罗家大院面积1300平方米，东西向中轴线长达70余米，包括前、中、上三厅及后院，大小房间80余间。

## 历史
罗家大院，是清初罗克垣（1698-1763年）所造。1942年日本空袭和1966年文革“破四旧"中，均得以幸存。

## 保护
2019年10月7日，罗家大院公布为第八批全国重点文物保护单位。